# Ázerbájdžánská legie
Ázerbájdžánská legie (německy Aserbaidschanische Legion ázerbájdžánsky Azərbaycan legionu) byla jednotka Wehrmachtu složená z bývalých sovětských válečných zajatců ázerbájdžánské národnosti. Legie existovala během druhé světové války v letech 1942 – 1945. Jejím politickým cílem bylo vytvoření (obnova ADR) nezávislého Ázerbájdžánu. Organizačně legie podléhala Velitelství východních legií (německy Kommando der Ostlegionen). Do 22. července 1942 sloužili Ázerbájdžánci v rámci Kavkazsko-muslimské legie (německy Kaukasisch-Mohammedanische Legion).

## Vznik jednotky
Po napadení SSSR v roce 1941 se pád SSSR zdál velmi blízko. Německá armáda však utrpěla v roce 1941 vysoké ztráty a v zimní bitvě u Moskvy se Rudé armádě podařilo odrazit nápor německých sil na hlavní město SSSR. Neúspěch bleskové války na východní frontě donutil německé velení k vytváření cizineckých jednotek, které by doplnily stavy Wehrmachtu. Jako rezervoár sil k náboru do legií byly řady sovětských válečných zajatců, ze kterých v říjnu až listopadu 1941 začal abwehr vytvářet zvláštní jednotky. Jejich cílem bylo usnadnit plánovaný postup německých vojsk na Kavkaz a do Střední Asie. Kromě plnění úkolů, jako byl boj s partyzány a průzkumná a sabotážní činnost, měli jejich příslušníci provádět propagandistickou práci s cílem přilákat další přeběhlíky z řad středoasijských a kavkazských národů na německou stranu, a dále se podílet na organizování protisovětských povstání na území sovětských zakavkazských republik.
V prosinci 1941 vydal Hitler rozkaz k vytvoření Kavkazsko-muslimské legie, které měla svůj výcvikový tábor v polské vesnici Jedlina-Zdrój. Ta zahrnovala nejen Ázerbájdžánce, ale i zástupce Dagestánu, Ingušska, Čečenska a některých dalších kavkazských republik vyznávajících islám. Její formování bylo zahájeno podle rozkazu ze dne 13. ledna 1942. Další náborové centrum se také nacházelo v ukrajinském městě Pryluky. Vzhledem k nárůstu počtu Ázerbájdžánců, jejichž počet v jednotkách Wehrmachtu dosáhl 40 tisíc lidí, byla Kavkazsko-muslimská legie přejmenována na Ázerbájdžánskou legii a zástupci jiných národností byli z jejích řad vyřazeni do tzv. Severokavkazské legie.
Dne 15. dubna 1942 rozkazem povolil Vůdce nasazení legie v boji proti sovětským partyzánům a na frontě jako spojenců Wehrmachtu. Velitelem jednotky se stal bývalý major Rudé armády Abdurrahman bej Fatalibejli. Celkový početní stav jednotky byl k 1. říjnu 1944 celkem 38 598 lidí. Z nich 97 lidí sloužilo v jednotkách Ruské osvobozenecké armády (ROA) generála Vlasova, 67 lidí v Ázerbájdžánském národním výboru v Berlíně.

### Politické vedení jednotky

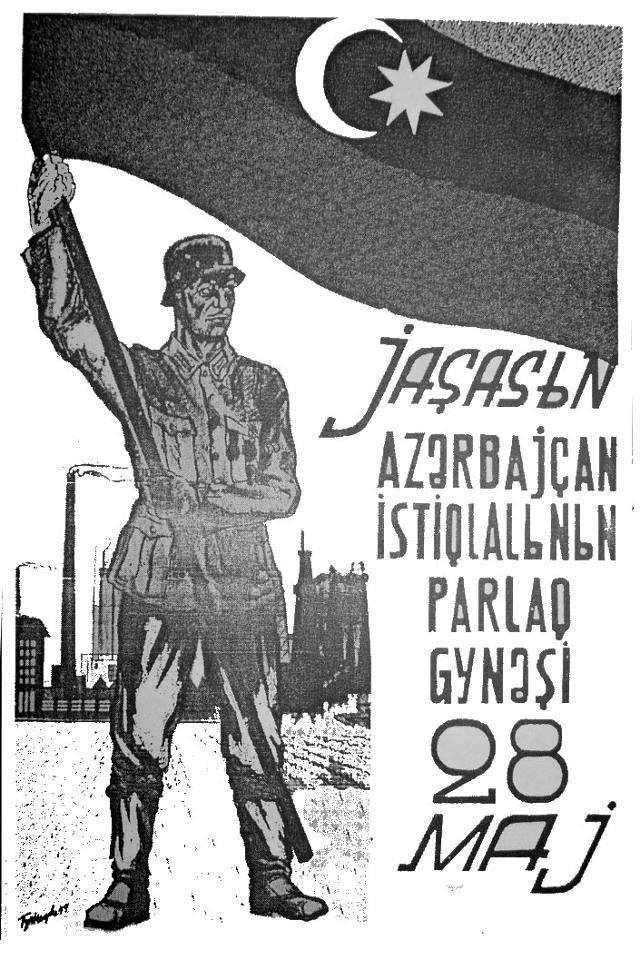
Plakát propagující Ázerbájdžánskou legii

Počátkem dvacátých let 20. století udržovala kontakty s ázerbájdžánskou emigrací polská výzvědná služba. Její roli postupně nahradily německé tajné služby, které tak postupem času představovaly jedinou sílu schopnou porazit sovětskou moc.
V letech 1929 – 1931 proběhla v sovětském Ázerbájdžánu vlna povstání proti sovětskému režimu zejména kolektivizaci. Proti  povstalcům bylo použito letectvo, tankové jednotky a chemické zbraně. Postupně se odboj stáhl do hor a později povstalci odešli do Íránu. Německá rozvědka udržovala s vůdci ázerbájdžánské emigrace v Íránu kontakty ještě před začátkem války. Klíčovým cílem německého zájmu byl Írán a Kavkaz, kde se nacházela důležitá ropná pole. Tyto kontakty a kádry byly v průběhu sovětsko-německé války využity při formování legie.
Legie formálně podléhala ázerbájdžánské vládě v exilu, kterou tvořili musavatističtí emigranti Khalil bey Khasmammadov, Šafi bej Rüstembejli, Nagi bej Šeyxzamanli a další. Tito považovali svou účast ve válce na straně Německa za poslední šanci obnovit ztracenou nezávislost ADR. Pod jejich vedením byly vydávány noviny s názvem Ázerbájdžán (ázerbájdžánsky Azərbaycan). Jedním z hlavních redaktorů těchto novin byl bývalý major Rudé armády Medžit Karsalany (ázerbájdžánsky  Məcid Qarsalanlı).
V květnu 1943 bylo v berlínském penzionu Victoria svoláno zasedání Ázerbájdžánského výboru pod vedením bývalého ministra spravedlnosti Ázerbájdžánské demokratické republiky Khalila bey Khasmammadova. Na sjezdu bylo rozhodnuto usilovat o sjednocení všech ázerbájdžánských jednotek do vyššího útvaru pod velením azerských důstojníků. Za tímto účelem bylo v rámci Rosenbergova ministerstva vytvořeno ázerbájdžánské styčné velitelství, které bylo zmocněno zastupovat Ázerbájdžánce v německých jednotkách. Další sjezd výboru zahájil svou činnost v listopadu 1943 v Berlíně v hotelu Kaiserhof. Na tomto sjezdu byl zvolen Národní jednotný medžlis složený z 50 lidí, který zahrnoval zástupce všech vojenských jednotek a téměř všech politických organizací Ázerbájdžánu v exilu. Velkou většinou hlasů účastníků sjezd přijal usnesení o zvláštním významu spolupráce s Německem ve prospěch osvobození od sovětsko-bolševické okupace a také ve prospěch nezávislého Ázerbájdžánu. V březnu 1945 německá propaganda deklarovala uznání nezávislosti Ázerbájdžánu.
Mottem jednotky proto bylo heslo vyjadřující touhu po státní nezávislosti: „Bojujeme jen a jen za naši svobodu. Žádná živá síla nás nedonutí opustit tento posvátný cíl."

### Politický vliv Turecka
Turečtí nacionalisté vnímali Ázerbájdžánce jako "východní Turky" a bratrský národ. Proto se turecká oficiální místa v průběhu bojů velmi zajímala o výstavbu jednotky a postavení muslimských válečných zajatců z řad bývalých příslušníků Rudé armády. V září 1941 navštívila za tímto účelem turecká vojenská delegace jižní úsek východní fronty. Turecko politicky podporovalo vznik muslimských jednotek v boji proti SSSR zejména pomocí ideologie panturkismu. K zastáncům této ideje patřili také vůdcové emigrace. Vytvoření silného Ázerbájdžánu pod patronací Turecka však bylo v rozporu s německými zájmy, kteří v budoucím Kavkaze viděli pouze zvláštní německý říšský komisariát. Otázka byla rozřešena vojenskou situací po porážce u Stalingradu a ústupu na východní frontě v roce 1943. Postupně také i pod diplomatickým tlakem SSSR i Spojenců došlo v turecké zahraniční politice přehodnocení postoje. Od května 1944 bylo panturkické hnutí v Turecku oficiálně rozpuštěno.

### Vztah k hnutí generála Vlasova
Postoj ázerbájdžánské emigrace, politických představitelů a vojáků byl vůči KONR odmítavý. Generál Vlasov byl vnímán jako spojenec v boji proti bolševismu, ale jeho velitelská autorita nebyla ze strany legionářů uznávána.

### Formování jednotek
První části ázerbájdžánská legie byla oficiálně založena v březnu 1942 a její výcvikový tábor se nacházel v Jedlině na tehdejším území Pruska, dnešní Polsko. Centrum výcviku legie zůstalo v Jedlinu až do října 1943, poté byla legie převelena do města Rodez ve Francii. V Jedlinu bylo zformováno 8 bojových a 2 záložní prapory. Druhé části ázerbájdžánská legie byla cvičena v Prylukách. Do května 1943 bylo na Ukrajině zformováno 6 bojových ázerbájdžánských praporů a 2 záložní prapory. Po tříměsíčním úvodním bojovém výcviku byli noví rekruti přeřazeni k praporům, kde pokračovali ve výcviku podle specializace. Týden před odesláním na frontu jim byly vydány německé stejnokroje. Legionáři měli na levém rukávu trikolóru v barvách ázerbájdžánské vlajky a odznak s půlměsícem a hvězdou. Po slavnostním složení přísahy byli posláni na místo určení. Zbraně legionářů byly sovětské výroby. Charakteristickým rysem ázerbájdžánských formací byla přítomnost mullů, kteří částečně plnili roli politických vůdců. Vojáci v legii měli také vlastní vyznamenání Šedý vlk (ázerbájdžánsky Boz Qurd), které bylo udělováno za statečnost v boji. Odznak měl vyobrazení vlčí hlavy nebo symbolu vlka.
Spolu s muslimskými legiemi, které bojovaly na frontě, byly z řad muslimských válečných zajatců vytvořeny i pracovní oddíly.

## Bojové nasazení
Od roku 1942 se ázerbájdžánské jednotky účastnily bitev na východní frontě. 804. prapor operoval od září 1942 na Kavkaze jako součást 17. armády skupiny armád A (Kavkaz). Na Kavkaze, Ukrajině, Krymu, v Bělorusku a Polsku operovalo asi 10 ázerbájdžánských praporů.
V bitvě o Kavkaz náčelník štábu skupiny armád A generálporučík Hans von Greiffenberg při hodnocení zkušeností s nasazením jednotek Východních legií na Kavkaze vysoce ocenil činy 804. a 805. ázerbájdžánského praporu takto: 
| „                                                                     | Jednotky operovaly ve velkých zalesněných oblastech, často zcela samostatně, úspěšně bojovaly proti nepřátelským bandám a oddílům a významně přispěly k zajištění pacifikaci těchto oblastí. | “ |
| — náčelník štábu skupiny armád A generálporučík Hans von Greiffenberg | |   |

Vojáci legie se aktivně účastnili bojů proti partyzánům na Ukrajině, v Polsku a Bělorusku. Ázerbájdžánská legie byla úspěšná a německé velení ji pozitivně oceňovalo zejména v bojích s partyzány v zalesněných a horských oblastech.
Poté, co se ukázalo, že německý průlom na Kavkaze nebyl proveditelný, vydal Hitler v polovině roku 1943 rozkaz odvolat všechny legionáře z východní fronty a poslat je na západní frontu, zejména do Francie a Itálie. Prapory rozmístěné ve Francii se zúčastnily bojů při vylodění spojenců v roce 1944.
Jednotky Ázerbájdžánské legie se od 1. srpna do 2. října 1944 účastnily potlačování Varšavského povstání a měly podíl na masakrech civilistů ve čtvrti Wola. Vojáci vycvičení k boji v horských podmínkách se v prostředí městských bojů příliš neosvědčili. Tři týdny po začátku povstání, 22. srpna 1944, Ázerbájdžánský národní medžlis neúspěšně protestoval proti nasazení ázerbájdžánských vojáků v boji proti Polákům.
Asi 700 vojáků Ázerbájdžánské národnosti se účastnilo bojů v bitvě o Berlín jako příslušníci 12. kavkazské protitankové jednotky. O přítomnosti těchto vojáků v Berlíně je také zmínka v díle Jitro kouzelníků. 
S ohledem na výcvik jednotky pro boj v horách, byly jednotlivé jednotky nasazovány v boji proti partyzánům a to nejen proti sovětským, ale i proti francouzským, italským a jugoslávským.

### Prapory legie
Prapory očíslované arabským číslem 805, 806 apod. jsou Ázerbájdžánské jednotky pod přímým velením Velitelství východních legií. Prapory číslované I/111 apod. jsou smíšené nebo přidělené jednotky integrované do standardních německých pluků. Římská číslice pak označuje číslo praporu v rámci pluku, tj. I/111 znamená 1. prapor 111. pluku. 
| Název                                                        | Dostupné informace |
| ------------------------------------------------------------ | --- |
| 804. ázerbájdžánský horský pěší prapor Aslan                 | Název praporu Aslan je odvozeno od slova lev, který symbolizuje bojovnost a odvahu. Velitelem praporu byl major Kurt Gloger. V jeho sestavě bylo 963 Ázerbájdžánců a 40 Němců. Prapor byl součástí 4. horské pěší divize 49. horského armádního sboru 1. tankové armády a operoval v roce 1942 ve směru na Suchumi. Nasazen na frontě od konce roku 1942. Začátkem února 1943 byl nasazen a vyznamenal se v bojích u opevnění Kubáňského předmostí, kde bylo cílem udržet obrannou linii proti Rudé armádě. Prapor utrpěl těžké ztráty, ale jeho nasazení bylo německým velením hodnoceno jako úspěšné v oddálení sovětského postupu. Za tyto boje dostal prapor čestný název Aslan. V létě 1943 se tento prapor stal součástí 314. ázerbájdžánského pěšího pluku 162. turkické pěší divize. Dne 29. září 1943 vydal Hitler rozkaz k jeho přesunu z východní fronty do západní Evropy. Poté byl prapor převelen nejprve do Francie, poté do Itálie, kde spolu s 806. praporem vytvořili 329. prapor 162. turkické divize. Na konci války byli ázerbájdžánští legionáři 162. divize, kteří se vzdali v oblasti Padovy, vydáni do SSSR. |
| 805. ázerbájdžánský pěší prapor                              | Velitelem praporu byl kapitán Franz Hoch. V jeho sestavě bylo 919 Ázerbájdžánců a 37 Němců. Prapor byl součástí 111. pěší divize 52. armádního sboru 1. tankové armády. Prapor operoval v roce 1942 v oblasti měst Nalčik a Mozdok. V prvních bojích prapor utrpěl těžké ztráty a byl stažen z fronty. Následně byl v letech 1943 –1944 nasazen proti partyzánům na Balkáně. |
| 806. ázerbájdžánský pěší prapor Igit                         | Název praporu Igit je odvozeno od slova válečník. Velitelem praporu byl kapitán Karl-Ludwig Ottendorf. V jeho sestavě bylo 911 Ázerbájdžánců a 44 Němců. Prapor byl součástí 50. pěší divize 52. armádního sboru 1. tankové armády. Na frontě působil od začátku roku 1943 v oblasti Nalčiku a Mozdoku. Hitlerovým dekretem z 29. září 1943 byly všechny východní legie převeleny z východní fronty do západní Evropy. Poté byl prapor převelen nejprve do Francie, poté do Itálie, kde spolu s 804. praporem vytvořily 329. prapor 162. turkické divize. Účastnil se protipartyzánských bojů. |
| 807. ázerbájdžánský pěší prapor                              | Velitelem praporu byl kapitán Welge. Na frontě od začátku roku 1943, sloužil v Brjanské oblasti, kde vykonával bezpečnostní úkoly. V roce 1943 byl převelen na západní frontu, kde se nacházel v oblasti Cavalaire-sur-Mer v kantonu Saint-Tropez až do vylodění spojeneckých vojsk na jihu Francie v srpnu 1944. V průběhu bojů byl spojeneckými vojsky zničen. |
| 817. ázerbájdžánský pěší prapor                              | Velitelem praporu byl major Löwe. Nasazen do bojů s partyzány na počátku roku 1943. V polovině roku 1944 se s německými silami stáhl na polské území. Začátkem roku 1945 operoval v oblasti Varšavy jako součást 4. tankové armády. |
| 818. ázerbájdžánský pěší prapor                              | Byl zformován v Polsku. Na frontě od začátku roku 1943. Koncem roku 1943 se jako součást 1. východního muslimského pluku (německy 1 Ostmuselmanische Regiment) 162. pěší divize pod velením generálmajora Oskara von Niedermayera účastnil protipartyzánských bojů v Bělorusku. V srpnu 1944 se pluk pod velením bývalého rotmistra Rudé armády v hodnosti SS Obersturmführera Asimova účastnil potlačení Varšavského povstání. Prapor operoval v prvních sledech německých jednotek útočících na centrální část Varšavy. Činy pluku byly vysoce ceněny německým velením, které udělilo mnoha jeho důstojníkům a vojákům vyznamenání. Během své účasti v protipartyzánských operacích na Slovensku na konci roku 1944 se jeho velitel SS Obersturmführer Asimov pokusil přejít k partyzánům. Ti ho ale zastřelili. |
| 819. ázerbájdžánský pěší prapor Džavad Chán                  | Velitelem praporu byl major Heise. Název praporu odkazuje na Džavada Chána národního hrdinu z 18. století, který bojoval za nezávislost Ázerbájdžánu proti perské nadvládě. Prapor byl nasazen na frontě v druhé půlce roku 1943. Od konce roku 1943 bojoval proti partyzánům v Polsku. Začátkem roku 1945 operoval v oblasti Krakova a později v Horním Slezsku jako součást 1. tankové armády. |
| 820. ázerbájdžánský pěší prapor                              | Prapor byl nasazen na frontě v druhé půlce roku 1943. Na přelomu let 1943 a 1944 bojoval s partyzány na polské území, ale koncem ledna 1944 byl rozpuštěn. |
| Další ázerbájdžánské útvary ve Wehrmachtu                    | |
| 2. ázerbájdžánský prapor jednotky zvláštního určení Bergmann | Prapor Bergmann (česky Horal, německy Sonderverband Bergmann) byl určen k diverzním operacím na Kavkaze. Po stažení německých vojsk z Kavkazu v roce 1943 se zúčastnil frontových bojů s Rudou armádou. V březnu 1944 byl odeslán do Francie. V červenci 1944 se nacházel poblíž Varšavy a byl použit k potlačení povstání jako součást I/111. Ázerbájdžánského pluku. |
| I./111. ázerbájdžánský pluk Donmez                           | Název praporu znamená Neúprosný. Byl součástí 11. pěší divize 52. armádního sboru 1. tankové armády a operoval v oblasti Nalčiku a Mozdoku. Součástí pluku byl také ázerbájdžánský prapor zformovaný z 929 Ázerbájdžánců a 33 Němců, a také ázerbájdžánský prapor Bergman-2. Podílel se na potlačení Varšavského povstání, poté byl převelen do Dánska. |

### Po válce
Velká část kavkazských jednotek padla do zajetí v Rakousku a následně byli vojáci vydáni do SSSR. Po válce se příslušníci východních vojenských jednotek a emigrantská komunita v Německu hromadně vzdali vojskům západních spojenců nebo se pokusili uprchnout do neutrálního Švédska v naději, že nebudou vydáni do SSSR nebo Polska. Odhaduje se, že v letech 1945 až 1947 nejméně 70 % z početního stavu bylo vydáno sovětským nebo polským úřadům k potrestání.

## Další Ázerbájdžánské jednotky
Další jednotky byly součástí německých pluků nebo vyšších útvarů.

### Diverzní jednotky
První vojáci byli nasazeni v diverzních operacích jako součást sabotážního a průzkumného Abwehrkommanda 201, které operovalo na jižním úseku východní fronty. Tato jednotka byla vytvořena z rodáků z ázerbájdžánského města Şəki. Agenti měli působit v sovětském týlu poblíž města. Úkolem bylo zabránit přesunu průmyslových podniků na Ural a zorganizovat povstalecké hnutí. Skupina nakonec nebyla vyslána a její personál byl použit jako běžná pěchotní jednotka.

### Další formace
Kromě legií byly dalšími jednotkami Wehrmachtu a SS vytvořeny samostatné bojové a týlové ázerbájdžánské oddíly. Byly formovány jako samostatné jednotky i jako součást německých jednotek, například ázerbájdžánská bojová skupina pod velením bývalého plukovníka ruské carské armády Israfili Israfilova, která se později stala součástí kavkazské jednotky SS. V jednotkách SS bylo asi 1 000 příslušníků Ázerbájdžánské národnosti.

## Protiněmecký odboj v legii
Nebyly zaznamenány žádné masové přeběhy ázerbájdžánských legionářů k Rudé armádě ani k partyzánům.
Ázerbájdžánští legionáři vyslaní do Francie na podzim roku 1943 se ve městě Rodez se aktivně zapojovali do spolupráce s francouzským hnutím odporu. S pomocí francouzských komunistů připravili členové prosovětské organizace v legii povstání a přechod vojáků do řad hnutí odporu. Pokus o jejich přechod k francouzským partyzánům však díky prozrazení skončil neúspěchem.
Další povstání bylo naplánováno na 16. srpna 1944, ale německé bezpečnostní síly se o přípravách dozvěděly o pár hodin dříve. Díky tomu se jim podařilo plánované protiněmecké vystoupení zmařit. Části legionářů se podařilo uprchnout. Tito legionáři se pak účastnili na francouzské straně osvobozovacích bojů o město Rodez a přilehlých měst. Celkem v 1. sovětském partyzánském pluku sloužilo 170 ázerbájdžánských vojáků a důstojníků.